# Endogan Adili
Endogan Adili (3 augustus 1994) is een Zwitserse voetballer van Turkse afkomst.

## Clubcarrière
Adili begon zijn carrière bij Grasshopper Club Zürich. Op 13 mei 2010 maakte hij zijn debuut in de uitwedstrijd tegen FC Aarau en scoorde direct. Op dat moment was hij 15 jaar en 283 dagen oud, hij is hiermee de jongste doelpuntenmaker van Europa.

## Interlandcarrière
Voor Zwitserland onder 16 heeft hij 7 wedstrijden gespeeld en daarin 3 doelpunten gescoord. Adili geldt als een van de grootste voetbaltalenten van Zwitserland.